# صموئيل كونغ
صموئيل كونغ (بالإنجليزية: Samuel Kwong)‏ هو مبارز بالسيف أمريكي، ولد في 1998 في بليسانتون في الولايات المتحدة.

## وصلات خارجية
- صموئيل كونغ على موقع الاتحاد الدولي للمبارزة (الإنجليزية)